# Passage Saint-Paul
Passage Saint-Paul är en återvändsgata i Quartier Saint-Gervais i Paris 4:e arrondissement. Passage Saint-Paul, som börjar vid Rue Saint-Paul 43, är uppkallad efter den numera försvunna kyrkan Saint-Paul-des-Champs.

## Omgivningar
- Saint-Paul-Saint-Louis
- Chapelle Saint-Joseph
- Impasse Saint-Paul
- Village Saint-Paul
- Fontaine Éginhard
- Fontaine Charlemagne
- Jardin Roger-Priou-Valjean
- Square Marie-Trintignant

## Bilder
| - Passage Saint-Paul. - Fontän på en gård vid Passage Saint-Paul. - Kyrkan Saint-Paul-des-Champs på Truschets och Hoyaus karta över Paris från år 1552. - Lämningar efter kyrkan Saint-Paul-des-Champs i hörnet av Rue Saint-Paul och Rue Neuve Saint-Pierre. - Fontaine Éginhard. |

## Kommunikationer
- Tunnelbana – linje  – Saint-Paul
- Busshållplats Saint-Paul – Paris bussnät, linjerna 69 76 96 N11 N16

### Webbkällor
- ”Passage Saint-Paul”. Mairie de Paris. http://www.v2asp.paris.fr/commun/v2asp/v2/nomenclature_voies/Voieactu/8945.nom.htm. Läst 23 mars 2021.
- ”Passage Saint-Paul”. Les rues de Paris. https://www.parisrues.com/rues04/paris-04-passage-saint-paul.html. Läst 23 mars 2021.